# Hajj

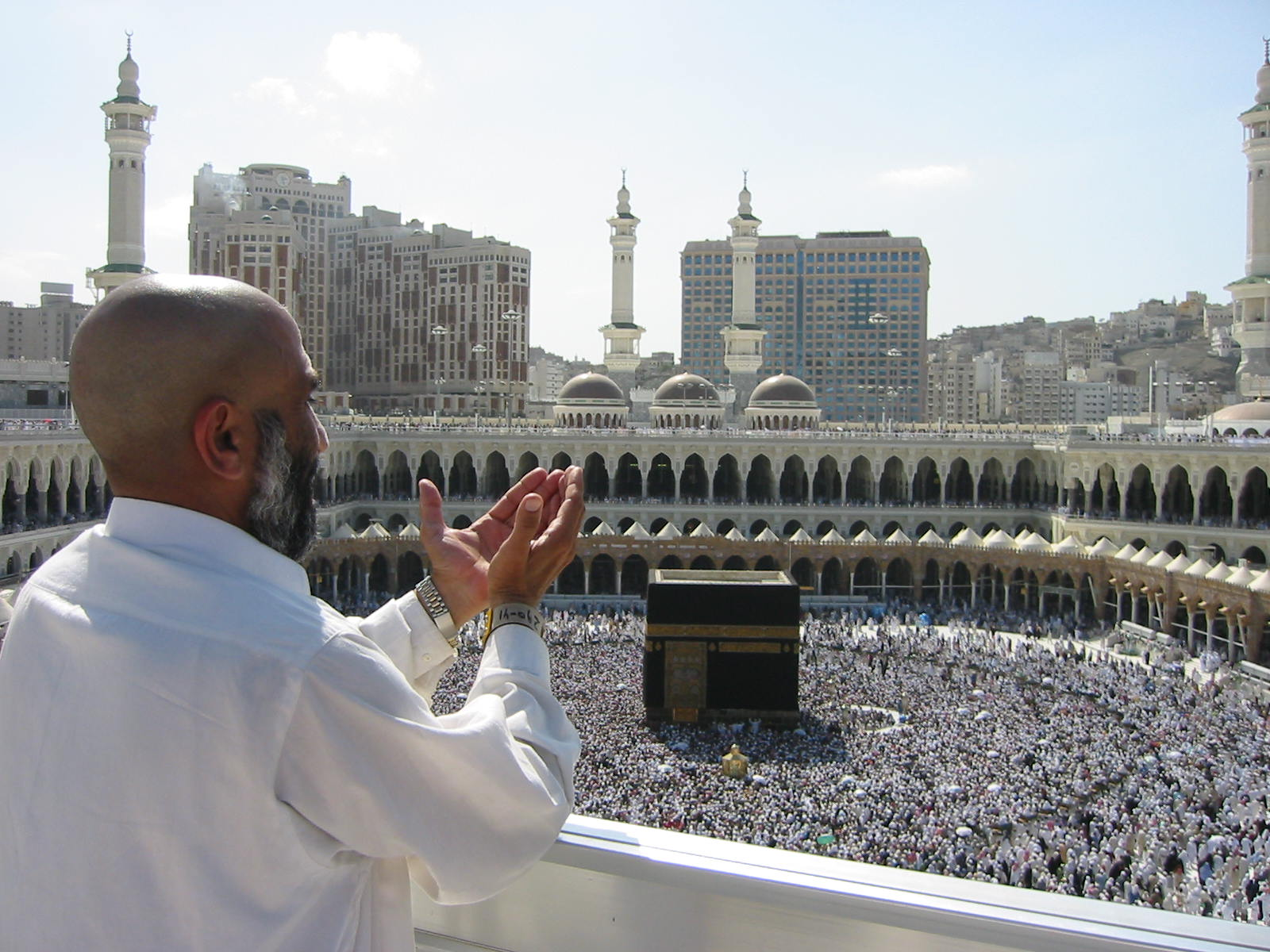
Pèlerin en prière dans la mosquée al-Harâm, à La Mecque, en 2003.

Le hajj (arabe : ḥajj, حَجّ, avec un /a/ bref ; ou ḥijjaʰ, حِجّة, « (aller vers) pèlerinage ») est le pèlerinage que font les musulmans aux lieux saints de la ville de La Mecque, en Arabie saoudite. C’est entre les 8 et 13 du mois lunaire de Dhou al-hijja (ḏū al-ḥijja, ذو الحجة, celui du pèlerinage), douzième mois de l'année musulmane, qu’a lieu le grand pèlerinage à La Mecque, qui constitue le cinquième pilier de l’islam sunnite et fait partie des auxiliaires de la foi chiite. Il a ainsi un caractère obligatoire, inscrit dans le Coran, pour tout musulman qui en a la capacité financière et physique. S'il peut être effectué plusieurs fois, le hajj n'est néanmoins obligatoire qu'une seule fois au cours de la vie du croyant.
Le mot « hâjj » (féminin « hâjja ») (arabe : ḥājj, avec un /a/ long : حَاجّ, « pèlerin ») désigne toute personne qui a accompli ce pèlerinage. Il est alors accolé au nom de la personne, comme marque honorifique quand on s'adresse à elle.
Al-Hajj est le titre de la sourate XXII du Coran.
Pratiqué depuis le VIIe siècle, le hajj rassemble de nos jours des millions de musulmans. Il doit être différencié de la oumra, pratiquée en dehors de la période du hajj et qui n'a aucun caractère obligatoire.

## Histoire

### Avant l'islam
Le grand pèlerinage à La Mecque trouve son origine musulmane dans des versets coraniques de l'époque médinoise, mais ne constitue pas pour autant une institution originale : il existait déjà un tel pèlerinage chez les Arabes préislamiques.
'Amr ibn Luhay (arabe : عمرو بن لحي) est un personnage de la période préislamique. C'est lui qui, selon l'islam, aurait introduit le paganisme au sein de La Mecque, plusieurs siècles auparavant.
Selon une tradition rapportée au tournant du IXe siècle par l'imam Ash-Shâfi'î, le rite de la « course » (saʿīy, سَعْيي) entre les deux éminences Safâ et Marwa remonterait à la légende antique du culte d’Isaf (« cueillaison ») et Na'ila (« faveur »), deux êtres de chair et de sang originaires du Yémen qui, pour avoir forniqué dans l'enceinte de la Kaaba, sont transformés en statues qui deviennent progressivement l'objet d'un culte idolâtre. Les habitants les auraient déplacées de la Kaaba près de la source Zamzam. Plus tard, Isaf, surnommé « le Pourvoyeur de vent », est placé sur le mont al-Safa, et sa compagne, « Nourricière de l'oiseau », sur al-Marwah.
Il y a eu deux pèlerinages distincts et à des dates différentes, unifiés dans l'Islam :
- l''umra propre aux Mecquois, rituel de demande de pluie autour du bétyle de la Kaaba dans l'enceinte de la ville, avec sacrifice à al-Marwa ;
- le ḥadjdj propre aux bédouins, parcours à Minâ dans la plaine de ʾArafât, avec sacrifice.

Déjà à l'époque, ce pèlerinage comprenait des rites similaires au hajj, essentiellement autour de la Kaaba qui contient la Pierre noire – un type de bétyle météorique dont le culte était répandu au Proche-Orient depuis l'Antiquité. À La Mecque, les pèlerins prémusulmans revêtaient le vêtement rituel et se rasaient le crâne pour se mettre en état de sacralisation. Ils processionnaient déjà alors autour de la Kaaba. D'autres rites semblent s'être également déroulés à l'époque préislamique sur le plateau du mont Arafat, dont on ignore les détails cérémoniels et la fonction précise : les Arabes païens y honoraient vraisemblablement de multiples divinités dans le but d'obtenir des faveurs ou des réponses de type divinatoire, sacrifiant parfois des animaux.

### Islam des premiers temps

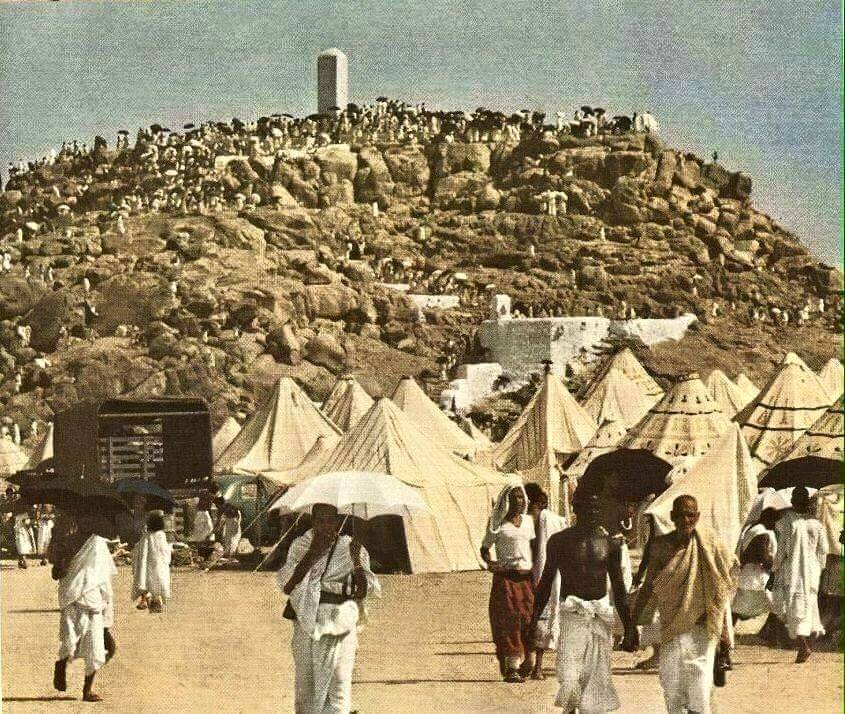
Mont Arafat, pèlerinage de 1965.

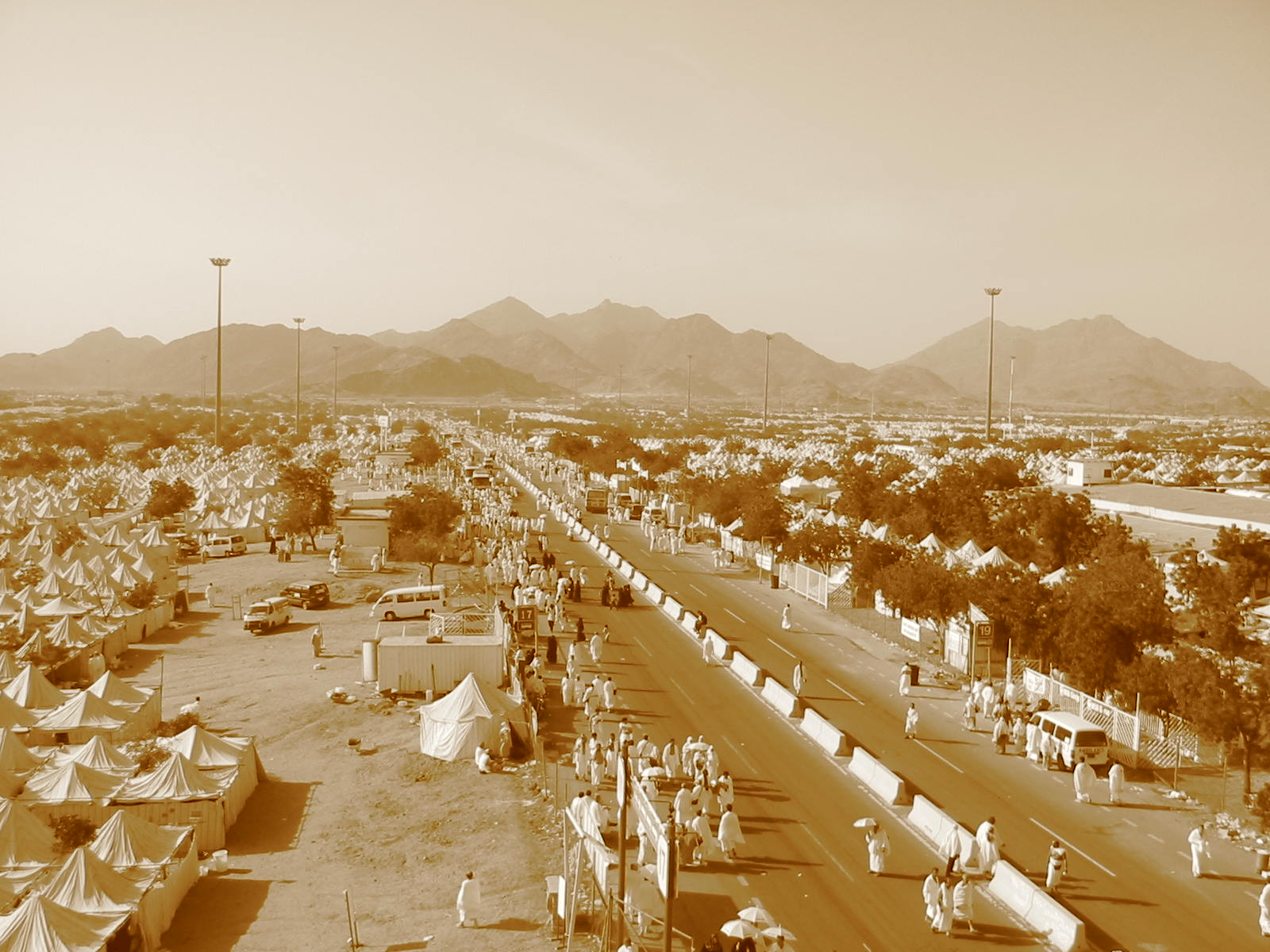
Plateau d'Arafat de nos jours, durant le pèlerinage.

La communauté musulmane naissante a d'abord adopté des rites judaïsants en priant notamment en direction de Jérusalem ou de Pétra, lieu de pèlerinage. Mais dès 624, divers préceptes auraient été établis, constituant une véritable déclaration d'indépendance de la nouvelle religion à l'égard du judaïsme et du christianisme : c'est à compter de cette année-là que le mois de ramadan aurait été instauré et que la prière aurait été réorientée vers La Mecque ; ces devoirs ont été complétés par l'injonction d'accomplir un pèlerinage dans cette ville, ancrant l'islam sur le sol de l'Arabie. Selon Dan Gibson, qui se base sur la direction des qiblas pendant les cent premières années, la première ville sainte de l'islam aurait été Pétra et c'est cette ville qui serait la « mère des cités » dont parle le Coran, notamment car l'on n'a trouvé aucune preuve historique de l'existence de La Mecque à l'époque du prophète, ce serait en effet une création narrative des califes ultérieurs pour affermir l'indépendance arabe des cultes juifs depuis leur séparation après la reconquête de Jérusalem.
En l'an 6 de l'hégire (628), Mahomet aurait fait effectuer un sacrifice immédiatement après la négociation d'al-Ḥudaybiya ou Houdaybiya, et un pèlerinage de type inconnu aurait été pratiqué sur son ordre par Abû Bakr en l'an 9 de l'hégire (630). Mahomet aurait réalisé un pèlerinage avec sacrifice à la Mecque ('umra) en l'an 7 de l'hégire (629) grâce au protocole de la négociation d'al-Hudaybiya conclue entre Mahomet et les siens avec les Qoraychites instituant une trêve de deux ans.
Au mois de mars 631, de Médine où il vivait, Mahomet annonce avoir reçu une révélation toute particulière, une « proclamation d'Allah aux hommes, au Jour majeur du Pèlerinage » (Coran, IX, 3,5.). Désormais, le polythéisme est banni. Seul reste le choix entre la mort ou la conversion. Les communautés juives et chrétiennes conservent leur statut à condition de vivre sous la tutelle de l'islam. Pour consacrer encore plus solennellement le culte voué aux lieux saints de la Mecque, un pèlerinage avec sortie du site mecquois (ḥadjdj) en l'an 10 (632), y est effectué par Mahomet, suivi d'une foule considérable qui se rallie à lui, sans combattre. Ce dernier pèlerinage étant ultérieurement nommé par la tradition « pèlerinage d'adieu ».
Au cours de ces cérémonies, le prophète fond dans un ensemble cohérent ce qui deviendra une norme pour les générations à venir (la Mecque, le mont Arafat, la vallée de Mozdalifa et celle de Mina).

### Ancrage abrahamique

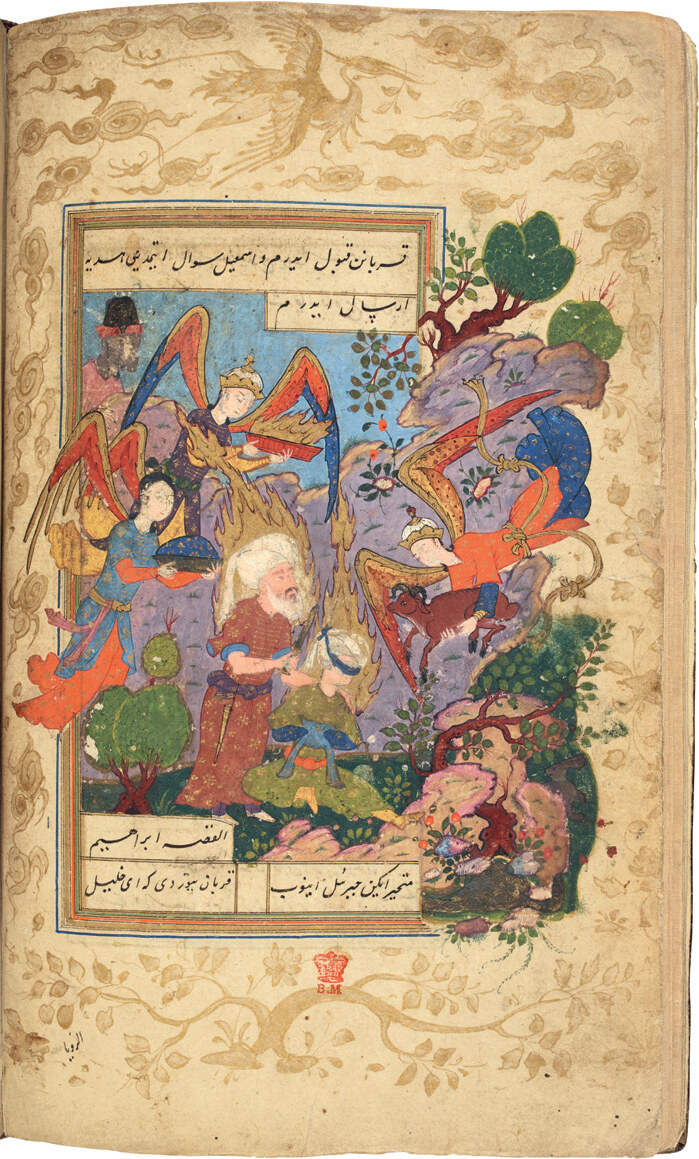
Djibril (l’ange Gabriel) arrête le bras d'Ibrahim, replaçant Ismaël par un mouton.
Enluminure ottomane vers le XVIIe siècle.

Une construction ultérieure rattache le sanctuaire de la Mecque à la tradition abrahamique : selon la tradition musulmane, c'est Abraham qui rejoint par son fils Ismaël aurait construit la Ka'ba et Abraham y aurait accompli le premier pèlerinage selon le rituel musulman actuel. Le Coran suggère même que le sanctuaire mecquois préexistait à tous les autres lieux de culte[réf. incomplète]. Des légendes plus tardives illustrent cette affirmation mettant par exemple en scène Adam qui rapporte la Pierre noire du paradis.
Ainsi, ce récit permet de rompre avec les rites arabes païens antérieurs qui sont privés de légitimité et dont le rituel ancestral, dédié aux divinités païennes, est présenté comme une déviation du culte monothéiste instauré, selon la nouvelle tradition, par Abraham, « ancêtre des ancêtres Arabes ». De la même manière, en affirmant la centralité du temple de La Mecque, l'islam affirme sa prééminence sur les monothéismes bibliques « déviants » par rapport à leurs propres origines abrahamiques, d'après la nouvelle religion.

### Du Moyen Âge à l'époque moderne
Au Moyen Âge, les pèlerins se réunissent dans les capitales de la Syrie, l'Égypte et l'Irak pour aller à pied, à dos d'âne ou en caravanes de chameaux vers la Mecque, leur itinéraire croisant parfois celui des pèlerins chrétiens et souvent celui des marchands. Les pays musulmans traversés organisent des routes de pèlerinage afin d'assurer sur de nombreuses stations hébergement, ravitaillement et sécurité face aux bandes de brigands qui sévissent jusqu'à l'époque moderne.

### À l'époque contemporaine

#### DuXIXesiècleau milieu duXXesiècle
Jusqu'au début du XIXe siècle, le Hajj régi par l'Empire ottoman n'intéresse guère que les musulmans eux-mêmes. Mais avec le colonialisme et l'extension de l'emprise coloniale sur les pays musulmans, le pèlerinage à La Mecque fait irruption dans le registre des préoccupations internationales. Craignant que le pèlerinage soit la matrice d’une opinion publique musulmane et que La Mecque devienne un foyer d'agitation panislamiste puis nationaliste arabe, les autorités coloniales à l'époque contemporaine mettent en place un important dispositif de contrôle administratif et sanitaire, lié aux idées hygiénistes de l'époque, afin de réduire les risques de contamination (en raison des épidémies de peste et surtout de choléra qui sévissent dans le Hedjaz) et idéologique.
Cette méfiance coloniale à l'égard de déplacements assimilés à du vagabondage, qui s'additionne en France à une politique anticléricale et qui donne lieu à des mesures de contrôle diverses (passeports, conditions de ressource, convois de navires dédiés), est ressenti par les pèlerins selon des modalités différentes, « alliant coopération, opposition et réflexes de reconquête » note l'historien Luc Chantre. Ce qu'il présente comme une « politique de nationalisation des pèlerinages » s'accompagne de l'installation d'une agence consulaire française à Djeddah en 1839, transformée en vice-consulat après l’épidémie de 1865 et finalement en consulat à part entière à partir de 1888. D'abord assez restrictive, la politique française à l'égard des pèlerins devient cependant plus libérale dans le premier XXe siècle, notamment après la Première Guerre mondiale, après laquelle les élites musulmanes sont davantage associées. Il s'agit alors de récompenser les soldats de l'Empire colonial, de défendre son prestige impérial et de renforcer son influence au Moyen-Orient ; ces évolutions n'excluent cependant pas de nouvelles restrictions dans les années 1930.
L'arrivée des pèlerins est favorisée par les progrès des transports (inauguration du canal de Suez en 1859). En 1814, 70 000 pèlerins participaient aux cérémonies du mont Arafat ; ils sont 200 000 en 1870. Comme d'autres évènements religieux, le Hajj devient un pèlerinage de masse. Il s'agit cependant essentiellement de musulmans aisés, ce qui explique une attention progressive à leurs demandes : de la fin du XIXe à l'entre-deux-guerres, le mode de transport passe ainsi des cargos aux paquebots de croisière, tandis que les routes se font plus sûres et que les épidémies disparaissent. Ces progrès ne doivent cependant pas masquer les rivalités de concessions concernant le trajet, des critiques concernant cette tutelle coloniale venant de non-musulmans, la concurrence de nouvelles routes que les autorités coloniales ne maîtrisent pas (proposition en 1925 du roi Abdelaziz ibn Saoud de restaurer le chemin de fer du Hedjaz, réappropriation des anciennes routes terrestres en 1935 par l'Irak) et l'existence de nombreux pèlerins clandestins, souvent plus pauvres. Par la suite, le développement de l'automobile et du transport aérien contribueront à la marginalisation des « navires à pèlerins » coloniaux.

#### Depuis le milieu duXXesiècle
L'accession au pouvoir de la famille Ibn Saoud a fait du hajj un enjeu politique stratégique, doublé d'une industrie lucrative. Le wahhabisme a mené dès 1924 à une politique iconoclaste, détruisant presque tout le patrimoine historique du pays, notamment la maison natale du Prophète (transformée en parking) ou celle de sa première épouse Khadija, devenue bloc sanitaire.
Le hajj devient alors un enjeu politique : l'URSS y envoie des délégations qui y professent l'amitié des Soviétiques envers les musulmans, tandis que les Américains, dont l'image est écornée par leur soutien militaire aux guerres menées par Israël contre les pays arabes, apporte une aide très médiatisée aux fidèles bloqués dans leur pèlerinage en 1952 via l'opération Hajji Baba, un pont aérien. L'Égypte du colonel Nasser réalise aussi rapidement l'enjeu que constitue le pèlerinage, et le colonel accomplit en 1954 un pèlerinage très médiatisé, tandis que le parti des Frères musulmans s'organise pour diffuser leur projet politique aux pèlerins. De nombreux dignitaires sont alors officiellement invités au pèlerinage par le pouvoir saoudien, comme le président indonésien Soekarno en 1955, le Hajj permettant à la famille Ibn Saoud d'entretenir une influence politique à même de rivaliser avec le panarabisme plus laïc de Nasser. Le Soudan, porte de l'Afrique pour les candidats au pèlerinage, devient un véritable pays-étape pour les fidèles africains, et est contraint d'ouvrir un bureau du pèlerinage à Khartoum pour gérer l'énorme flux de pèlerins, prélevant au passage de nombreuses taxes ; les autorités de La Mecque refusent alors de reconnaître les visas africains, et expulsent ou emprisonnent plusieurs centaines de pèlerins africains. Les pays qui en ont les moyens créent alors des représentations diplomatiques à La Mecque afin d'aider leurs pèlerins en difficulté.
L'industrialisation du pèlerinage, devenue possible par l'influence américaine, l'essor des transports intercontinentaux rapides et une publicité intense dans tout le monde musulman ont complètement transformé La Mecque et jusqu'au sens du pèlerinage. Ainsi, selon Mohamed Larbi Bouguerra, 

« Avec ses cent mille chambres d’hôtel, ses soixante-dix restaurants de standing, ses cinq héliports et ses vastes terrains aménagés pour accueillir les pèlerins les moins fortunés sous des tentes, le lieu est devenu une jungle de béton sans arbres, pavée de marbre et encerclée de grues et de gratte-ciel [...]. L’architecture traditionnelle si adaptée au climat torride avec les moucharabiehs, dispositifs de ventilation naturelle, a été rasée pour laisser place à la laideur du béton et au ronflement des climatiseurs. Dans ce décor, le hadj — un mot qui signifie effort — est vidé de son poids religieux, spirituel et historique et devient une observance mécanique des rituels et une incitation au shopping. »

— Mohamed Larbi Bouguerra, Le Monde diplomatique, août 2020.

## L'obligation de faire le pèlerinage
Le grand pèlerinage est considéré comme l'un des cinq piliers de l'islam et le Coran le rend obligatoire pour toute personne responsable qui en a la capacité financière et physique. Il n'est cependant pas nécessaire d'accomplir ce devoir plusieurs fois.
Il en va de même pour la 'umrah ou « petit pèlerinage » qui peut se dérouler à n'importe quelle période de l'année (en dehors du hadj) contrairement au « grand pèlerinage » qui se déroule invariablement aux mêmes dates ; l’umrah atteint cependant un pic pendant le ramadan.

## Les trois types
- Le pèlerinage est dit « Tamattu » (tamattuʿ, تَمَتُّع, jouissance ; possession) s'il est fait pendant le mois du pèlerinage et si l'intention est de faire le grand et le petit pèlerinage en même temps (Hajj et ʿUmra). Le pèlerin quitte l'état de sacralisation entre les deux pèlerinages et peut jouir d'une vie normale. Il doit se terminer par le sacrifice d'un animal.
- Le pèlerinage est dit « Al Qirân » (qirān, قَران, union) si le pèlerin déclare son intention d'effectuer le grand et le petit pèlerinage également. Il ne rasera ses cheveux qu'après la lapidation des Jamarat à Mina et quittera alors l'état de sacralisation uniquement à la fin du rite du Hajj. Il doit aussi offrir un animal en sacrifice.
- Le pèlerinage est dit d'« Ifrâd » (ʾifrād, إفْراد, individualisation) si le pèlerin déclare ne vouloir faire que le grand pèlerinage. Il restera en état de sacralisation jusqu'au jour du sacrifice mais n'offrira pas d'animal en sacrifice.

Parmi les trois types cités, celui qui permet de jouir d’une vie normale entre l’Umrah et le Hajj (quand on a les moyens de faire le sacrifice) est le « Tamattu ». Il est celui recommandé[Par qui ?]. Il est d’ailleurs le type instruit par le Prophète lui-même.

## Les pèlerins

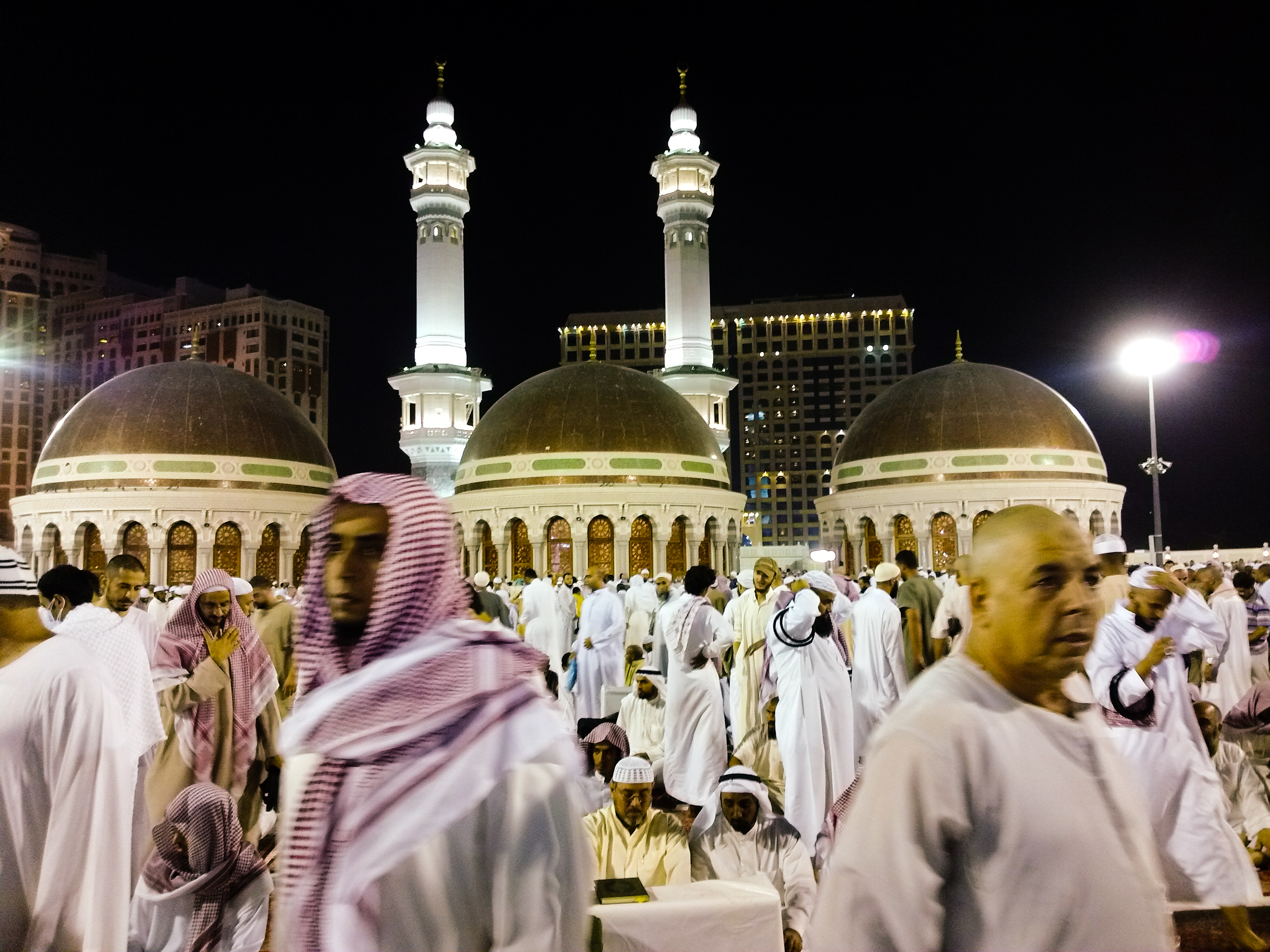
Des pèlerins à La Mecque.

Le grand pèlerinage est l'objet d'un très grand prestige et demeure un facteur très important d'unité et d'échanges entre les musulmans du monde entier qui témoignent d'une profonde ferveur à cette occasion. Pour les mystiques, le trajet vers le lieu saint constitue symboliquement le voyage vers l'unité divine, la voie soufie elle-même.
Le Hajj reçoit annuellement plusieurs millions de pèlerins, ce qui en fait un des lieux de pèlerinage les plus visités du monde musulman, après la procession de Arba'ïn en Irak. Par ailleurs, le nombre maximal de pèlerins est imposé par le gouvernement saoudien grâce à l'utilisation de quotas signifiés aux divers organismes organisateurs afin de réguler le flot de pèlerins. La croissance de la fréquentation est très forte, ce qui est lié à des raisons complexes dépendant de la notoriété croissante du site mais aussi à l'évolution des mobilités et à la démocratisation du transport aérien. On dénombrait en effet 50 000 pèlerins en 1935, 100 000 en 1950, 200 000 en 1955, 400 000 en 1969, 918 000 en 1974 et 1,3 million en 1981. En 2008, l'Arabie saoudite a accueilli officiellement 3,5 millions de pèlerins, mais certaines sources évoquent jusqu'à 5 millions de participants. Ce nombre élevé de pèlerins a causé dans le passé récent plusieurs bousculades mortelles.
Depuis des années, les demandes de pèlerinage à la Mecque ne cessent de progresser, au point que dans certains pays musulmans, le tirage au sort est de mise pour désigner les fidèles qui accompliront le hajj, cinquième pilier de l'Islam. Il en va de même en Europe et particulièrement en France, où le voyage à la Mecque devient une priorité pour de nombreux musulmans. Pour faire face à cet afflux de pèlerins en augmentation constante, les autorités saoudiennes ont établi une nouvelle réglementation qui est entrée en vigueur lors du hajj 2013. Désormais, chaque musulman ne pourra se rendre à la Mecque dans le cadre du hajj qu’une fois tous les 5 ans.
En 2017, le gouvernement saoudien a placé 100 000 agents de sécurité aux alentours des lieux de pèlerinage. Les risques sont les bousculades de foule parfois fatales, et la propagation de maladies épidémiques. 18 millions de mètres cubes d’eau ont été distribués aux pèlerins en 2016.
La validité des visas pour la « omra » est de quinze jours après leur date d’émission ; ce qui signifie qu’une fois le visa délivré, le pèlerin aura quinze jours pour se rendre en Arabie saoudite. En revanche, la durée du séjour ne change pas, elle demeure de trente jours.

## Les rites

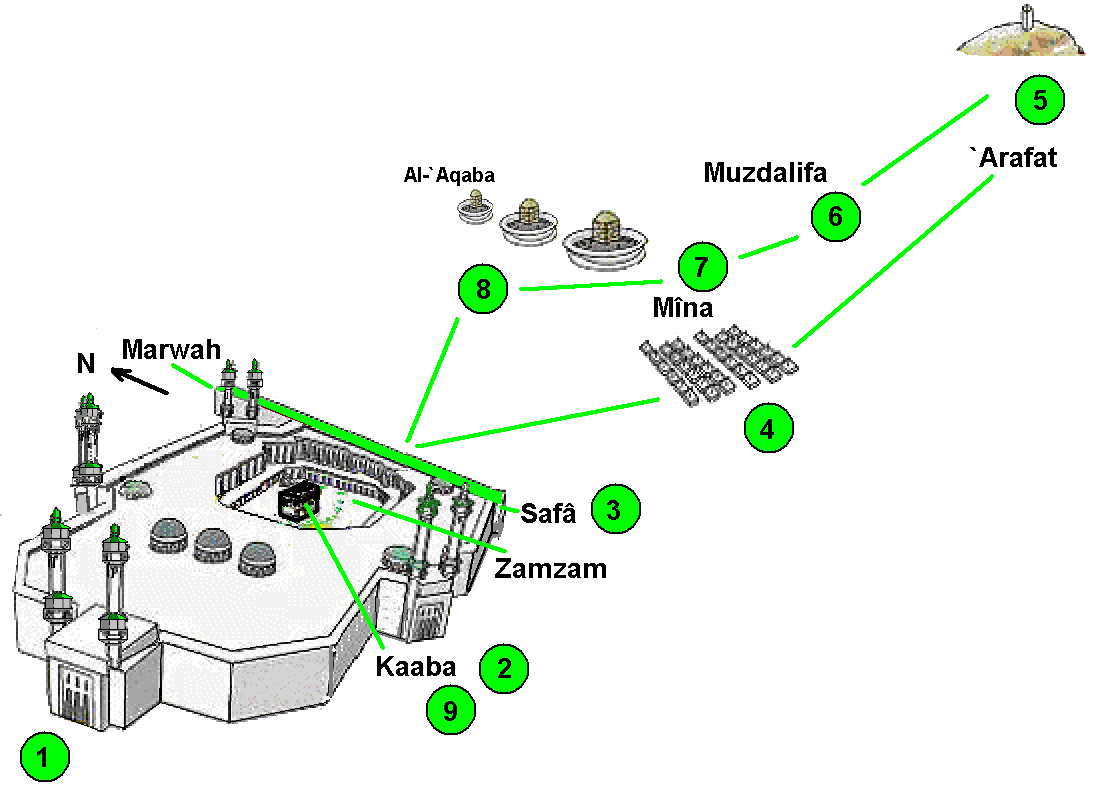
Étapes du pèlerinage à La Mecque.

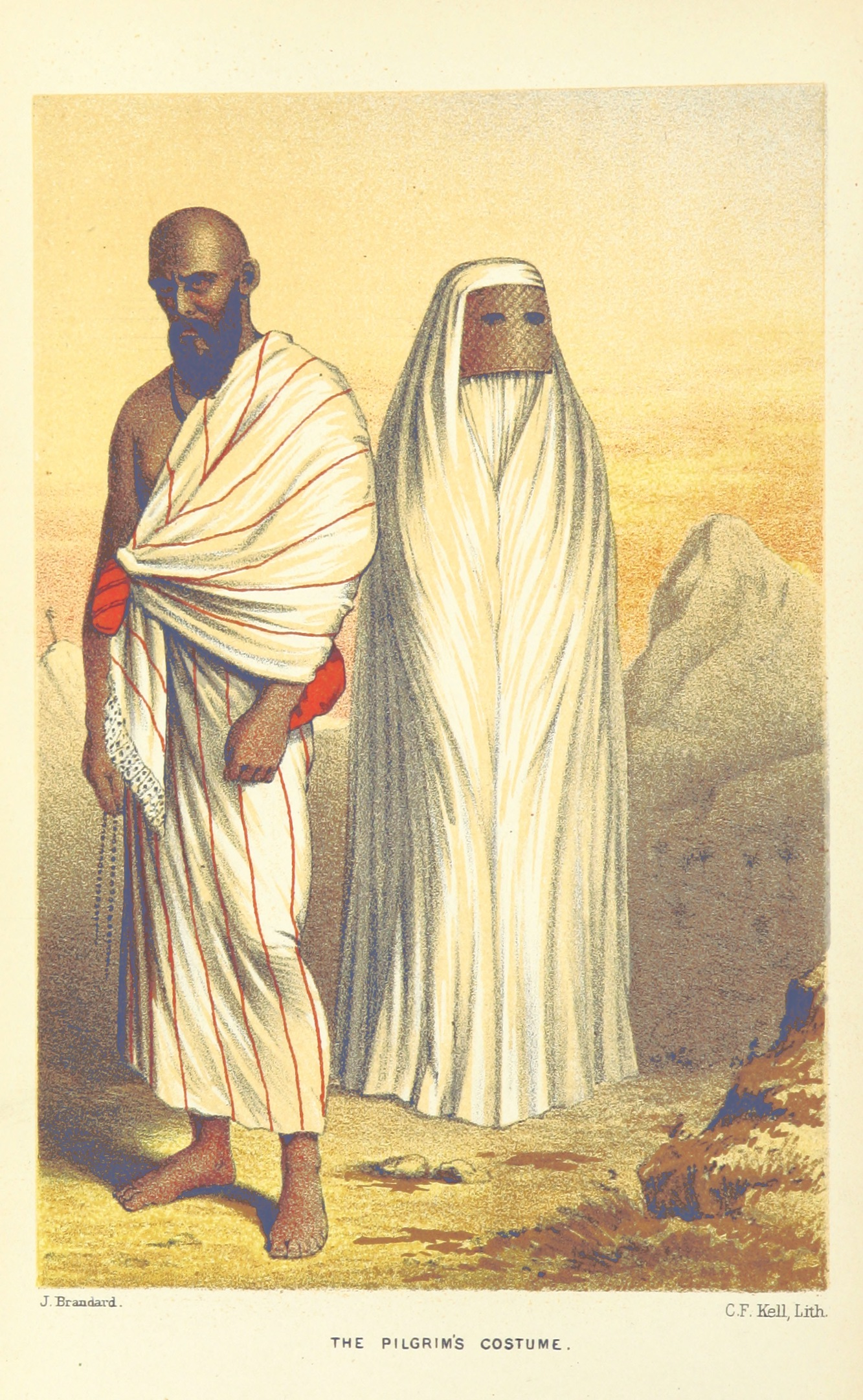
Vêtements d'Ihram lors du pèlerinage à La Mecque de 1893.

Le Coran ne livre que peu d'indications rituelles ce qui laisse supposer que les gestes anté-islamiques ont été largement repris (sacralisation, circumambulation, course entre les deux bornes Safâ et Marwah…) mais, cette fois, dans une optique abrahamique.
Les rites sont légèrement différents selon qu'on habite la région de La Mecque ou non, particulièrement les rites de sacralisation (ihrâm) qui sont faits au moment de l'entrée dans le territoire sacré pour les gens de l'extérieur. Ils varient aussi légèrement selon les écoles juridiques de l'islam.
- Premier jour : 8 dhû al-hijja
  - Déclarer son intention de faire le pèlerinage par une formule rituelle répétée par trois fois. (nīya, نِيَّة, projet ; volonté).
  - Se mettre en état de sacralisation. (ihrâm). (1)
  - Faire les sept rondes autour de la Kaaba (ou Ka'ba)(tawaf : circumambulation). (2)
  - Faire sept fois la marche (420 m dans un long couloir attenant à la mosquée) entre Safâ et Marwah (saʿīy, سَعْيي, course; effort; recherche) en souvenir de l'errance d'Agar à la recherche d'eau pour Ismaël. Puis boire à la source Zamzam. (3)
  - Se rendre au lieu-dit « Mina » à 4 km de La Mecque et faire les prières de l'après-midi (asr), du soir (maghreb et icha) et du matin (fajr). (4)
- Deuxième jour : 9 dhû al-hijja
  - Lorsque le soleil se lève, il faut avancer vers la montagne ʿArafat (20 km) et y faire la prière de midi (dhur) et de l'après-midi en s'assurant bien être au-dedans des frontières de ʿArafat. Il faut rester dans ce territoire jusqu'au soleil couchant. C'est de ce point que Mahomet fit son discours d'adieu. (wuqūf, وُقوف, halte; station debout; pause). (5)
  - Après le coucher du soleil, il faut aller vers « Muzdalifah ». À l'arrivée, il faut faire les prières du soir. Il faut rester à Muzdalifah jusqu'à ce que la nuit soit tombée. Le pèlerin va se munir de cailloux pour la suite des rites (49 cailloux : 7+21+21). (6)
- Troisième jour : 10 dhû al-hijja
  - Après la prière du matin, le pèlerin revient vers Mîna. Le premier jour de la fête du sacrifice (Aïd al-Adha) le pèlerin parcourt les 300 m qui le séparent du lieu où Abraham emmena son fils Ismaël pour le sacrifier. Sur le parcours, il rencontre trois piliers qui symbolisent les trois points où Iblîs tenta de le détourner. Le pèlerin lapide ces piliers avec les cailloux ramassés la veille. (7)
  - Dans l'intervalle, il faut sacrifier l'animal d'offrande qui symbolise le bélier qu'Abraham a sacrifié à la place de son fils. Il faut en manger mais la plus grande partie doit être donnée aux indigents. Les pèlerins ont la possibilité de payer le montant de l'offrande à une banque gérée par les autorités locales. (8)
  - Il faut aussi refaire les rites (2) et (3) « circumambulation du retour ». (9)
- Quatrième et cinquième jours : 11 & 12 dhû al-hijja
  - Le pèlerin durant chaque jour de Tachriq, lapide les 3 stèles de Mina, d'abord la plus petite, puis la médiane et enfin la plus grande, celle de Aqaba. Sur chacune, il jette 7 cailloux en disant : Allah Akbar (« Allah est le plus Grand »)… entre deux stèles, il fait face à la Qibla et récite quelques invocations.
  - Effectuer une dernière circumambulation: celle d'adieu et sortir de l'état de sacralisation : pour les hommes, se couper les cheveux, se raser le crâne, pour les femmes, raccourcir la longueur des cheveux. (taqṣīr, تقصير, diminution; nettoyage).

Souvent les pèlerins visitent la mosquée du Prophète Mahomet à Médine.

## Bénéfices attribués au pèlerinage
Selon certains hadiths, le pèlerinage permettrait l'expiation et la rémission des péchés conformément à une parole de Mahomet rapportée par Boukhari : « Quiconque fera le pèlerinage sans avoir de rapport sexuel et sans commettre de grand péché est dégagé de ses péchés et redevient comme le jour où sa mère l'a mis au monde » ; cela à condition que son intention soit sincère envers Dieu, que l'argent utilisé pour effectuer son pèlerinage soit licite et qu'il se préserve du « grand pêché » (fisq = perversion, la désobéissance à Allah). Par ailleurs, le pèlerin bénéficie à son retour d'un grand prestige au sein de la communauté des croyants,.
Le pèlerinage constitue une série d'efforts et de sacrifices, réunis, qui sont perçus comme une manière de « calmer son âme », c'est-à-dire de la maîtriser. En effet, il constitue une dépense financière importante pour nombre de pèlerins, un effort contre ses passions par la faim, la soif, le fait de veiller longtemps, de subir des épreuves, l'éloignement de son lieu de résidence, la séparation d'avec sa famille et ses amis.
En ce qui concerne l'Islam lui-même : Il est également un moyen d’auto-légitimation dans l'ancrage de la tradition abrahamique. La circumambulation est présentée comme un retour au véritable culte monothéiste instauré par Abraham. La Ka‘aba, située au cœur de la mosquée al-Harâm, est le centre du pèlerinage et du culte, et symbolise aussi cet ancrage puisqu’elle aurait été bâtie par Abraham et son fils Ismaël. De plus, le fait que les prières soient orientées vers ce cube vide illustre le fait que nul autre que Dieu et, surtout, nul objet matériel n’est digne d’adoration ni ne peut faire l’objet d’un culte.

## Les piliers et les devoirs

### Les piliers
Les piliers sont les actes indispensables sans lesquels le pèlerinage et la umrah ne sont pas valables, et ne pas les respecter invalide le pèlerinage.

#### Du pèlerinage
Ils sont au nombre de six, ce sont les suivants :
1. l'intention de l'entrée en rituel (al-'ihram) : c'est-à-dire formuler dans son cœur par exemple : (nawaytou l-hajja wa 'ahramtou bihi li l-Lahi taala) ce qui signifie : « J'entame les actes du pèlerinage et j'entre en rituel pour l'agrément de Allah taala ».
2. la station à 'Arafah (même un instant) : entre le moment où le soleil décline du zénith le neuvième jour de Dhou l-Hijjah et l'apparition de l'aube (al-fajr) du dixième jour, c'est-à-dire le jour de la Fête.
3. les tours rituels autour de la Kaabah (at-tawaf) : sept parcours, c'est-à-dire qu'on tourne autour sept fois, en la gardant à sa gauche et en commençant du niveau de la pierre noire ; il est une condition : être purifié des deux hadath.
4. les trajets (as-sa'y) entre (le mont de) As-Safa et (celui de) Al-Marwah : sept fois. Être purifié ici n'est pas une condition. On commence par As-Safa et on finit par Al-Marwah.
5. le rasage du crâne ou la coupe des cheveux (al-halq ou at-taqsir) : le rasage signifie enlever tous les cheveux, tandis que la coupe consiste à couper au minimum trois cheveux ; quant à la femme, elle coupe ses cheveux mais ne les rase pas.
6. le respect de l'ordre entre la majeure partie des piliers : on a, avant toute chose, l'intention d'entrer en rituel, et il est une condition de pratiquer le rasage ou la coupe des cheveux et de faire les tours rituels autour de la Ka'bah après la station à 'Arafah.

#### De la umrah
Ils sont au nombre de cinq, ce sont :
1. l'intention de l'entrée en rituel. C'est l'intention d'entamer la oumrah en disant par son cœur par exemple : (nawaytou l-oumrata wa 'ahramtou biha li l-Lahi ta'ala) ce qui signifie : « j'ai l'intention de faire la oumrah et j'entre en rituel pour l'agrément de Allah ta'ala ».
2. les tours rituels.
3. les trajets entre le mont de As-Safa et celui de Al-Marwah.
4. le rasage ou la coupe des cheveux. Si nécessaire se raser la tête entièrement.
5. l'ordre entre l'ensemble de ses piliers tel qu'il est cité.

### Les devoirs
Le devoir est un acte sans lequel le pèlerinage ou la umrah restent valables mais dont le délaissement doit être compensé par l'égorgement d'une bête ; il y a de plus une désobéissance à le délaisser délibérément.

#### Les actes obligatoires du pèlerinage
1. l'intention de l'entrée en rituel depuis le miqat (l'emplacement déterminé par Mahomet à partir duquel l'entrée en rituel doit avoir eu lieu).
2. le lancer des cailloux aux trois Jamrah : la petite Jamrah, la Jamrah médiane et la Jamrah de Al-^Aqabah, avec soixante-dix cailloux.
3. le séjour de nuit à Mouzdalifah : c'est un endroit proche de ^Arafat où les pèlerins ramassent les cailloux pour effectuer le lancer aux Jamrah.
4. le séjour de nuit à Mina : c'est un endroit situé entre La Mecque et 'Arafat, mais plus proche de La Mecque.
5. les tours rituels du départ (tawafou l-wada).

Ce qu'il est un devoir de faire en cas de délaissement d'un devoir :
Celui qui a délaissé un des devoirs du pèlerinage a le devoir d'égorger au choix : une brebis d'un an ou qui a perdu ses dents de devant, ou une chèvre de deux ans.
S'il est dans l'incapacité d'égorger, il jeûnera dix jours : trois pendant le pèlerinage et sept à son retour parmi les siens.

#### Les interdits
Parmi les interdits, deux sont spécifiques aux hommes :
1. se couvrir la tête.
2. porter un vêtement qui entoure le corps grâce à une couture, au formage du feutre ou à ce qui est équivalent.

Il est interdit aux deux sexes en cas de rituel :
1. de se parfumer.
2. de s'oindre la tête ou la barbe avec un onguent, par exemple de l'huile ou ce qui est du même genre.
3. d'éliminer un poil, un cheveu ou de couper un ongle.
4. de faire un acte de mariage.
5. de chasser un animal terrestre sauvage autorisé à la consommation, comme la gazelle.

## Le pèlerinage en chiffres

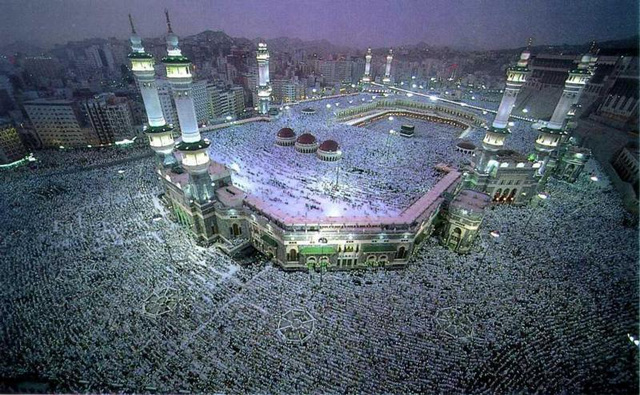
Le pèlerinage à La Mecque.

Entre 1950 et 2017, grâce à la modernisation des transports à longue distance, le nombre total de pèlerins (hadj et omra) a bondi de 50 000 à 10 000 000, non sans provoquer de nombreux drames et des milliers de morts.
En 2012, 3 161 573 pèlerins ont été comptabilisés provenant de 189 pays différents (44,6 % des pèlerins étaient originaires d'Arabie et 55,4 % des pèlerins venaient de l'étranger). Les pèlerins étaient en 2012 à 64,3 % des hommes et à 35,7 % des femmes. Parmi eux, on dénombre 24 000 Français. La même année, la sécurité du site de La Mecque est assurée par 42 000 caméras de vidéo-surveillance et la présence de près de 100 000 policiers et militaires.
| Position | Pays            | Nombre de pèlerins |
| -------- | --------------- | ------------------ |
| 1        | Indonésie       | 221 000            |
| 2        | Pakistan        | 179 200            |
| 3        | Inde            | 170 000            |
| 4        | Arabie saoudite | 130 299            |
| 5        | Iran            | 86 500             |
| 6        | Turquie         | 80 000             |
| 7        | Algérie         | 36 000             |
| 8        | Maroc           | 32 000             |
| 9        | Malaisie        | 30 200             |
| 10       | Afghanistan     | 30 000             |
| 11       | Angleterre      | 25 000             |
| 12       | France          | 22 000             |
| 13       | Russie          | 20 500             |
| 14       | Australie       | 20 050             |
| 15       | Yémen           | 19 400             |
| 16       | Irak            | 14 000             |
| 17       | États-Unis      | 14 000             |
| 18       | Mali            | 13 300             |
| 19       | Chine           | 13 000             |
| 20       | Sénégal         | 10 500             |
| 21       | Allemagne       | 8 000              |
| 22       | Canada          | 3 400              |

| Année | Nombre de permis de pèlerinage délivrés |
| ----- | --------------------------------------- |
| 1932  | 20 181                                  |
| 1995  | 1 865 234                               |
| 2005  | 2 258 050                               |
| 2010  | 2 789 399                               |
| 2011  | 2 927 719                               |
| 2012  | 3 161 573                               |
| 2013  | 1 980 000                               |
| 2014  | 2 100 000                               |
| 2015  | 1 323 000                               |
| 2016  | 1 860 000                               |

Le pèlerinage du Hajj est rythmé par plusieurs parcours imposés ou recommandés, répartis entre les différents lieux clés. Le pèlerin doit effectuer 7 tours autour de la Ka'ba, une course de Safâ à Marwa (420 m x 7), parcourir la distance qui sépare la Mecque de Mina (4 km), celle qui sépare Mina d’Arafat (20 km), revenir à Mina puis se rendre à al-Aqaba (à 300 m depuis Mina). Le nombre de tentes généralement répertorié dans la plaine de Mina est d’environ 50 000.
En 2017, plus de 2 millions de pèlerins ont participé au Hajj, contre 1,86 million en 2016. Les autorités saoudiennes disent avoir mobilisé 100 000 membres des forces de sécurité et 17 000 employés de la protection civile. La même année, 2 468 employés du Croissant Rouge saoudien sont mobilisés, ainsi que 500 volontaires et 326 ambulances.
Le pèlerinage s'élève à coût moyen de 5 000 à 8 000 euros (transport, logement sur place et nourriture), ce qui oblige nombre de pèlerins à consentir de lourds sacrifices financiers puisque l’islam interdit de s’endetter pour accomplir le pèlerinage. De nombreuses entreprises proposent des pèlerinages discount, mais une grande partie d'entre elles sont des arnaques, et historiquement ces filières ont parfois abouti à la réduction en esclavage des pèlerins.

### Impact économique
En 2019, le hajj et la oumra ont représenté 12 milliards de dollars de revenus pour l'Arabie saoudite, soit environ 7 % de son produit intérieur brut. Le tourisme religieux est la deuxième source de revenus du royaume saoudien (après le pétrole).
En moyenne, le Hajj rapporte chaque année entre 10 et 15 milliards de dollars par an, auxquels il faut rajouter les 4 à 5 milliards de l’omra.

### Incidents répertoriés
Depuis la première apparition du choléra à La Mecque en 1831 (année qui voit s'instaurer les premières bases de la réglementation sanitaire du pèlerinage, notamment la mise en place de quarantaines sur les bateaux de pèlerins), plus de 30 épidémies se sont succédé, dont l'épidémie de 1865 à l'origine de la mort d'un tiers des 90 000 pèlerins et celle de 1893 d'un sixième des 201 963 pèlerins. En 2003, le SRAS infecte 8 273 personnes, essentiellement en Asie. La surveillance des maladies infectieuses est de mieux en mieux prise en compte par les autorités saoudiennes qui ont fait face aux pandémies de la grippe H1N1 en 2009 et du MERS-CoV en 2013.
Le très grand nombre de pèlerins a occasionné des victimes dues essentiellement aux bousculades, notamment pendant la lapidation des stèles, mais aussi des incendies et des prises d'otages :
| Date              | Événement |
| ----------------- | --- |
| Décembre 1975     | L'explosion d'une bouteille de gaz provoque un incendie dans un campement de toile, faisant 200 victimes. |
| 20 novembre 1979  | Prise d'otages par des fondamentalistes islamistes et opposants à la famille royale saoudienne, de la mosquée Al-Masjid al-Haram                                                                                  |
| 31 juillet 1987   | Ce jour, surnommé le « vendredi noir », des manifestations anti-américaines dégénèrent et provoquent la mort de 400 pèlerins lors d'affrontements entre forces saoudiennes et chiites iraniens.                   |
| 2 juillet 1990    | Un mouvement de panique provoque par asphyxie et écrasement la mort de 1 426 pèlerins |
| 23 mai 1994       | 270 morts lors d'une bousculade pendant le rituel de la lapidation des stèles. S'y ajoutent 829 morts dus à des cohues et des arrêts cardiaques                                                                   |
| 15 avril 1997     | Un incendie, provoqué par un réchaud à gaz, atteint les tentes dans lesquelles dorment les pèlerins et laisse près de 350 victimes                                                                                |
| 8 avril 1998      | 107 pèlerins meurent dans une bousculade à Mina |
| 5 mars 2001       | 35 morts dans une bousculade, lors du rite de la Lapidation de Satan |
| 11 février 2003   | 14 morts dans la vallée de Mina |
| 1er février 2004  | 251 personnes sont tuées dans une bousculade à Mina, au premier jour de la lapidation des stèles |
| 12 janvier 2006   | 362 morts, à nouveau pendant la cérémonie de la lapidation des stèles, à l'entrée nord du pont Djamarat, à Mina                                                                                                   |
| 2009              | Le pèlerinage est perturbé par des inondations, qui font 13 morts, et le virus de la grippe A, responsable d'au moins 4 décès.                                                                                    |
| 11 septembre 2015 | À quelques jours du pèlerinage, la chute d'une grue, en pleine tempête, fait 109 morts à la Grande Mosquée de La Mecque                                                                                           |
| 24 septembre 2015 | Le 24 septembre 2015, le hajj est le théâtre d’une énorme bousculade, particulièrement meurtrière : 717 morts, selon un bilan des autorités saoudiennes et 2 300 selon les décomptes des gouvernements étrangers. |
| juin 2024         | Plus de 900 pèlerins meurent en raison des fortes chaleurs dont plus de 600 Égyptiens. |

La pollution atteint également des niveaux extrêmes pendant le pèlerinage, aggravée par le climat sec et l'usage disproportionné du pétrole. Ainsi, l’écrivain et universitaire anglo-pakistanais Ziauddin Sardar, qui a travaillé durant cinq ans au Centre de recherche sur le pèlerinage à La Mecque (Hajj Research Centre) témoigne : « la plupart des pèlerins passent plus de temps à tousser qu’à prier. Les effets nocifs des gaz d’échappement, de la chaleur et de l’épuisement n’étaient que trop évidents : j’ai vu des gens s’évanouir et mourir ».

## Critiques
Le hajj est aujourd'hui une industrie florissante, qui rapporte chaque année des milliards d'euros à l'Arabie saoudite, malgré les conditions extrêmement difficiles pour nombre de pèlerins modestes (absence de logement, arnaques, racisme, exploitation par des filières monopolistiques...).
Le pèlerinage est aussi considéré par le royaume saoudien comme une occasion d'aligner un maximum de musulmans du monde entier sur sa vision de l'Islam (le wahhabisme hanbalite, une mouvance en réalité très récente et très minoritaire de l'Islam), ainsi que de la politique, tendant à faire du hajj un véritable séminaire d'endoctrinement politico-religieux,[réf. à confirmer].
En Tunisie, l’islamologue Badri Madani suggère par exemple qu'en vertu des valeurs de l'Islam, l’entretien des écoles et des hôpitaux serait par exemple préférable au pèlerinage, à la omra et à la construction de mosquées.
La dimension essentiellement économique du pèlerinage indigne ainsi de nombreux musulmans qui aimeraient y trouver un événement spirituel plutôt que mercantile et politique.

## Le hajj dans l'art contemporain
Plusieurs artistes contemporains du monde musulman proposent une représentation plus ou moins critique de La Mecque et du Hajj :
- Black Cube II de Kader Attia (né de parents algériens en 1970 en Seine-Saint-Denis, vit actuellement à Paris) (2005),
- White Cube de Walid Siti (né au Kurdistan irakien en 1954, vit à Londres) (2010),
- Seven Times d'Idris Khan (iranien d’origine, né à Birmingham en 1978, vit à Londres) (2010),
- Golden Hour (Desert of Pharan Series) d'Ahmed Mater (né en 1979 en Arabie saoudite où il vit) (2011),
- The Black Arch de Raja et Shadia Alem (2011),
- I’m Sorry / I’ Forgive You d'Arwa Abouon (artiste femme, née en Libye à Tripoli en 1982, vit à Montréal) (2012)[59].